# Phaeoblemma albipuncta
Phaeoblemma albipuncta är en fjärilsart som beskrevs av George Francis Hampson 1926. Phaeoblemma albipuncta ingår i släktet Phaeoblemma och familjen nattflyn. Inga underarter finns listade i Catalogue of Life.